# Aristóteles Picho
Aristóteles Picho Martínez (Huancayo, 8 de marzo de 1957-Lima, 21 de diciembre de 2013) fue un actor, director, escritor y profesor de teatro peruano. Debido a su trayectoria dentro de la historia del teatro peruano, y por ser un reconocido actor nacional internacional, fue considerado un personaje ilustre dentro y fuera del Perú.

## Biografía

### Primeros años
Aristóteles Picho vivió su infancia en la ciudad de Huancayo, del departamento de Junín, junto a sus padres. Al culminar la secundaria viaja a Lima a concretar su sueño de estudiar teatro. Estudió la carrera profesional de actuación en la Escuela Nacional Superior de Arte Dramático Guillermo Ugarte Chamorro, cuando esta aún era instituto, 30 años después regresa a concluir su titulación sustentando su trabajo de investigación “Las acciones físicas en la organicidad y producción de sentido de verdad al interpretar a Krapp, personaje de “Krapp”, La última cinta de Krapp de Samuel Beckett” (2011), y es egresado de la Facultad de Ciencias y Artes de la Comunicación en la Pontificia Universidad Católica del Perú. Durante sus últimos años, Picho dedicó a la educación, trabajando como docente en dramaturgia en la Universidad Católica y en la Universidad de Lima.
Su desempeño y versatilidad al interpretar sus personajes, lo llevó rápidamente a recibir papeles para obras de teatro, cortometrajes y películas de gran talla nacional e internacional.

### Trayectoria
Picho, destacaba en la interpretación de cada personaje asignado, ello lo llevó a tener papeles que dejaron huella en la historia de la actuación en el Perú. Sus primeras apariciones en filmes fueron como El Boa en La ciudad y los perros (adaptación del libro de Mario Vargas Llosa; 1985) y como el chino Chong en La boca del lobo (1988), ambas bajo la dirección de Francisco Lombardi. En 1995, empezó a capacitar a actores jóvenes protagonistas de series de Iguana Producciones, mostrando sus primeros pasos por la docencia. El renombrado actor, tiene una de sus más grande interpretaciones y poco conocidas en el cortometraje El gran viaje del Capitán Neptuno (1997), dirigido por Aldo Salvini, que cuenta la historia de dos locos que han decidido rescatar el monitor Huáscar en poder de Chile desde la Guerra del Pacífico en 1879. En 1991, participó en la película Alias "La Gringa" de Alberto Durant, película que cuenta parte de la matanza de los penales en el Perú. Actuó también en La vida es una sola (1992), dirigida por Marianne Eyde. En 1993, actuó en la película Todos somos estrellas, dirigido por Felipe Degregori, y roles estelares en Reportaje a la muerte, dirigido por Danny Gavidia. Realizó el papel del periodista “El Sinchi” en la película Pantaleón y las visitadoras (2000), dirigida también por Francisco Lombardi. Para los siguientes años su éxito aumentaría, tal es así que participó en la película estadounidense Prueba de vida (2000) dirigida por Taylor Hackford, y en la producción nacional Bala perdida (2001), dirigida por Aldo Salvini. Tuvo participación en la película Paloma de papel (2003), dirigida por Fabrizio Aguilar Boschetti. Unos años más adelante Picho estaría escribiendo y dirigiendo cortos como Besando a tu papa, y la mini erie Sally, la muñequita del pueblo (2008). Una de sus últimas participaciones en la televisión fue en la última versión de la miniserie La Perricholi (2011), dirigido por Wilmer Gutiérrez.

### Últimos años y muerte
Al poco tiempo de terminada la filmación sufrió unas fiebres muy altas superiores a los 43°, lo cual desencadenó en un extraño mal, llamado Síndrome Cordonal Posterior, complicandole la medula espinal y poco a poco se fue deteriorando hasta llegar a impedirle mover sus piernas. Dicha enfermedad lo dejó postrado en una silla de ruedas, pero continuando siempre con sus quehaceres teatrales.
Cansado de luchar contra su mal, que poco a poco le impedía valerse por sí mismo, dejó la actuación, y se dedicó a enseñar. Fue docente de dramaturgia para la Especialidad de Artes Escénicas en la Universidad Católica. Las últimas producciones en las que participó fueron la obra Electra/Orestes (2012), dirigida por Gisela Cárdenas, y la película El evangelio de la carne (2013), dirigido por Eduardo Mendoza de Echave.
Para 2013, su corazón también había empezado a detectar problemas, hasta que un 21 de diciembre muere víctima de un paro cardíaco mientras dormía. Su cuerpo fue velado en el Teatro Los Incas del Ministerio de Cultura antes de reposar en el camposanto Mapfre de Huachipa.
El actor Reynaldo Arenas rememoró que “Él era un actor de mucha versatilidad, sin embargo, no tenía mayor trabajo en la televisión, el cine o el teatro. Siempre lo llamaban para determinados personajes específicos que tenían que ir de acuerdo con su tamaño o color de piel. Pero era un actor extraordinario, muy versátil”.[cita requerida]

## Vida personal
Aristóteles consideraba mucho más importante el hablar de lo que pasa en nuestro país, con su cultura, con su identidad, que cualquier otro asunto como las relaciones amorosas, por ello es que no tuvo hijos ni tampoco contrajo matrimonio: “Soy un hombre solitario, sin esposa, sin hijos, pero feliz”, “Siempre me atrajo la política, en una época quise participar en ella, a pesar de que es corrupta y confusa. Quería ser un observador de ella, de sus cosas grandes y pequeñas” (Picho. 2012).[cita requerida]

## Homenaje
En abril de 2013, Aristóteles fue distinguido como personalidad merita de cultura por el ministro de cultura Luis Peirano, quien estuvo presente en su entierro ese mismo año.
En el 2014 recibe un homenaje en la Muestra nacional de teatro “Aristóteles Picho” donde espectáculos colectivos y unipersonales participaron de la Muestra Nacional de Teatro, organizado por la Barricada Teatro Municipalidad en coorganización con la Municipalidad distrital de Huancayo a través del Instituto de la Juventud y la Cultura.[cita requerida]
Las agrupaciones participantes de la muestra fueron:
- Mashara – Teatro (Lima)
- Tabla Roja (Bolivia)
- Teatro Metáfora (Jauja)
- Grupo Achalay – Teatro ( Lima)
- Teatro y circo El Agustino (Lima)
- Garufa Teatro Migrante (Lambayeque)
- Grupo Winaray (Lima)
- Teatro del Horizonte (Lima)
- Chaupimayo – Teatro (Huancavelica)
- Aguas Vivas (Huánuco)

## Trayectoria artística

### Como actor

#### Filmografía
- La ciudad y los perros (1985) como El Boa.
- La boca del lobo (1988), como El chino Chong.
- El gran viaje del Capitán Neptuno (1990), como Capitán Neptuno
- Puerto Verde (1990) como Trabajador.
- Alias "La Gringa" (1991), como líder de los terroristas
- El pecador de los 7 mares (1992)
- Todos somos estrellas (1993) como actor en set de TV.
- Reportaje a la muerte (1993)
- La vida es una sola (1993)
- Los milagros inútiles de Demerjac (1997)
- Roces (1999)
- Coraje (1999) como García.
- Pantaleón y las visitadoras (1999) como El Sinchi.
- Taylor Hackford , Prueba de vida (2000) como Sandro.
- Bala perdida (2001) como Charlie.
- Un marciano llamado deseo (2003) como Sublime.
- Paloma de papel (2003) como Fermín.
- Todos y nadie (2008) como Mensajero.
- El premio (2009) como Carpintero.
- Sueños de América (2010)
- Coliseo (2010)
- El evangelio de la carne (2013), como el Cardenal.

#### Televisión
- El ángel vengador: Calígula (1993) como un micro-comercializador de drogas.
- Tatán (1993) como La China Peralta.
- Los de arriba y los de abajo (1994-1995) como Ramón.
- Tribus de la Calle (1996)
- Amor serrano (1998) como Vladimir Lagos.
- Chacalón: El ángel del pueblo (2005) como Silverio; padrastro de Chacalón
- El desafío del inca (2005)
- La Perricholi (2011) como José Kuntur.

#### Teatro
- Alma buena de Sechuan de Bertolt Brecht.
- Las Bacantes de Eurípides
- Bodas que fueron famosas del Pingajo y la Fandanga de José María Rodríguez Méndez.
- El perro del hortelano de Lope de Vega Carpio.
- El gran teatro del mundo de Pedro Calderón de la Barca.
- Como te dé la gana de William Shakespeare.
- La fiera domada de William Shakespeare.
- El otro lugar de Harold Pinter.
- La vida es sueño, auto sacramental de Pedro Calderón de la Barca.

### Como director
- Iluminados (2007) - obra de teatro de la PUCP.
- Besando a tu papá (2008) - cortometraje
- Sally, la muñequita del pueblo (2008) - miniserie
- Un cuento para Amador (2008) - obra de teatro de la Alianza Francesa.
- Electra/Orestes (2012) - obra de teatro